# Поткрај (Бреза)
Поткрај је насељено мјесто у Босни и Херцеговини у општини Бреза које административно припада Федерацији Босне и Херцеговине. Према попису становништва из 1991. у насељу је живјело 742 становника.

## Становништво
| Националност       | 1991.        | 1981.        | 1971.        |
| Муслимани          | 524 (70,61%) | 493 (65,47%) | 478 (65,93%) |
| Срби               | 154 (20,75%) | 196 (26,02%) | 195 (26,89%) |
| Хрвати             | 8 (1,07%)    | 9 (1,19%)    | 39 (5,37%)   |
| Југословени        | 48 (6,46%)   | 42 (5,57%)   | 7 (0,96%)    |
| остали и непознато | 8 (1,07%)    | 13 (1,72%)   | 6 (0,82%)    |
| Укупно             | 742          | 753          | 725          |